# Medalha Colworth
A Medalha Colworth (em inglês:  Colworth Medal) é concedida anualmente pela Biochemical Society para um bioquímico com a idade máxima de 35 anos e trabalhando principalmente no Reino Unido. O prêmio é um dos mais prestigiosos reconhecimentos para jovens cientistas no Reino Unido, estabelecido por Tony James FRS da [Unilever|Unilever Research]] e Henry Arnstein  da Biochemical Society e deve seu nome ao laboratório de pesquisas da Unilever próximo a Bedford, Reino Unido.
A medalha foi concedida a primeira vez em 1963 e diversos de seus recipientes são reconhecidos como cientistas de destaque de reputação internacional.

## Recipientes[6]
- 1963: Hans Kornberg[4]
- 1964: Jamshed R. Tata[7]
- 1965: J.B. Chappell
- 1966: M.H. Richmond[8]
- 1967: L.J. Morris[9]
- 1968: Peter B. Garland[10]
- 1969: George Radda[11]
- 1970: Dai Rees[12]
- 1971: A.R. Williamson[13]
- 1972: John M. Ashworth[14]
- 1973: James C. Metcalfe[14]
- 1974: David R. Trentham[15]
- 1975: William J. Brammar[16]
- 1976: George Brownlee[17]
- 1977: Philip Cohen[18]
- 1978: Timothy E. Hardingham[19]
- 1979: Ronald Laskey[20]
- 1980: R.A. Flavell[21]
- 1981: Terence H. Rabbitts[22]
- 1982: David M.J. Lilley[23]
- 1983: Eric Oldfield[24]
- 1984: Miles D. Houslay[25]
- 1985: Alec Jeffreys[26]
- 1986: Gregory Winter[14]
- 1987: C. Peter Downes[27]
- 1988: Hugh Pelham[28]
- 1990: David W. Melton[29]
- 1991: Michael A.J. Ferguson[30]
- 1992: Angus I. Lamond[31]
- 1993: Nicholas C. Tonks[14]
- 1994: R.L. Stephens[32]
- 1995: Jonathon Pines[33]
- 1996: Sheena Radford[14]
- 1997: Stephen P. Jackson[34]
- 1998: David Barford[35]
- 1999: Nigel Scrutton[36]
- 2000: Dario Alessi[37]
- 2001: Andrew D. Sharrocks[14]
- 2002: Thomas Owen-Hughes[14]
- 2003: David J. Owen[14]
- 2004: James H. Naismith[38]
- 2005: Ian Collinson[39]
- 2006: Simon J. Boulton[40]
- 2007: Frank Sargent[41]
- 2008: John Rouse[42]
- 2009: Giles E. Hardingham[43]
- 2010: Mark S. Dillingham[44]
- 2011: Sarah Teichmann[45]
- 2012: Akhilesh Reddy[46]
- 2013: Robin C. May[47]
- 2014: Madan Babu[5]
- 2015: Helen Walden[48]
- 2016: David Grainger[49]
- 2017: Markus Ralser[50]
- 2018: Matthew Johnson[51]
- 2019: Melina Schuh